# Masdevallia ionocharis
Masdevallia ionocharis är en orkidéart som beskrevs av Heinrich Gustav Reichenbach. Masdevallia ionocharis ingår i släktet Masdevallia och familjen orkidéer. Inga underarter finns listade i Catalogue of Life.

## Bildgalleri

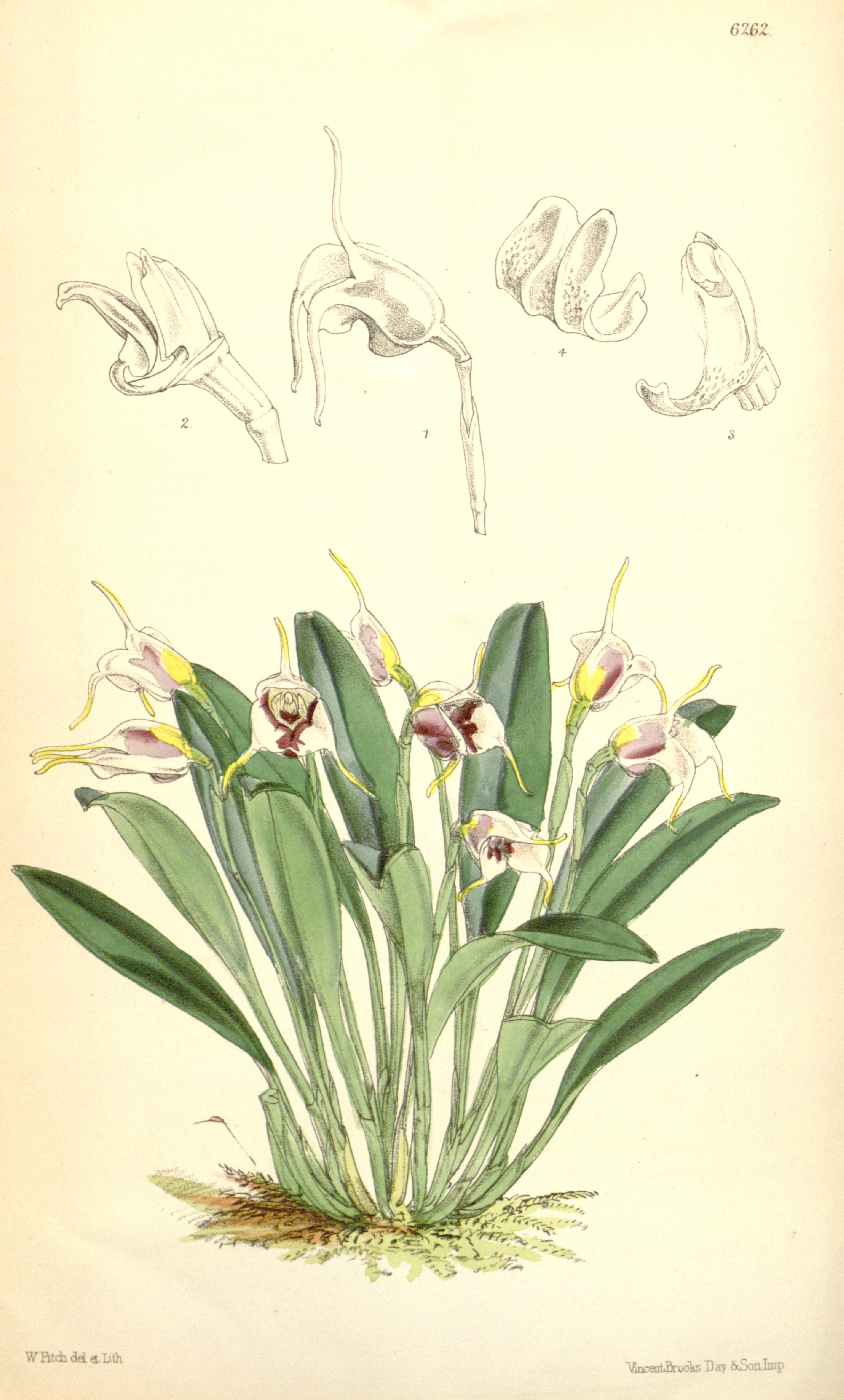
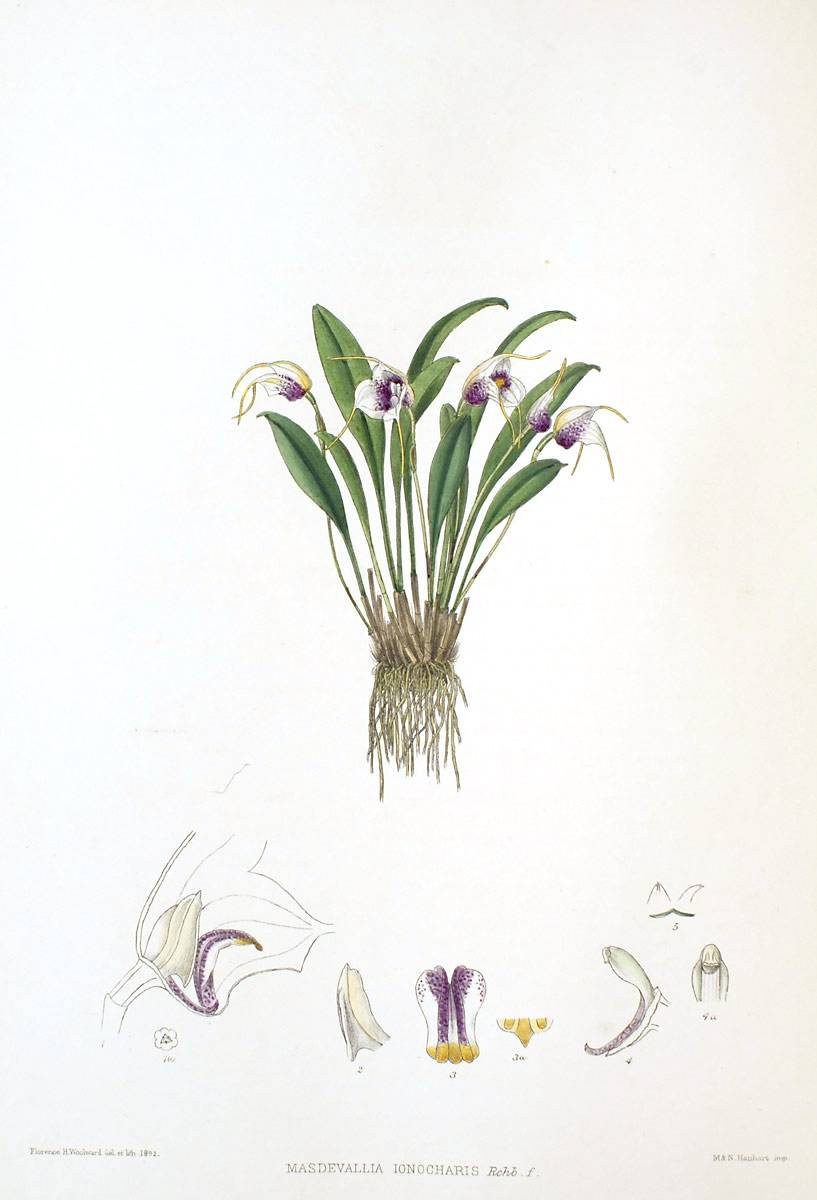